# Franz Cramer (Komponist)

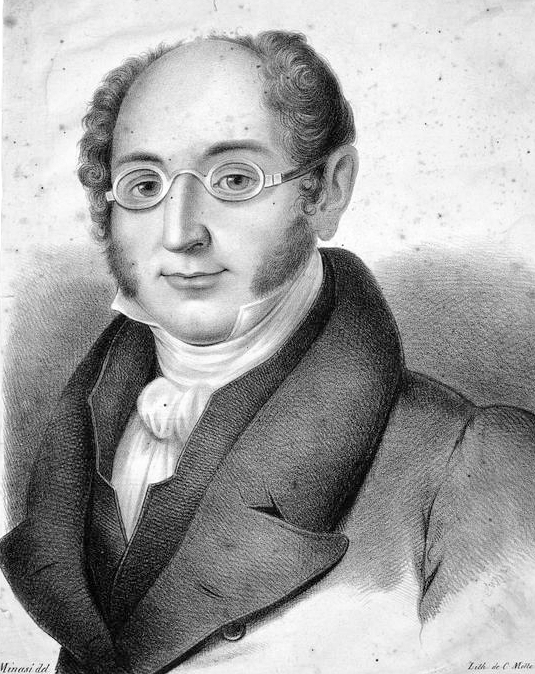
Franz Cramer

Franz Anton Dorotheus Cramer, auch François Cramer (* 12. Juni 1772 in Schwetzingen; † 26. Juli 1848 in Hampstead, London) war ein deutsch-englischer Geiger und Dirigent, Kapellmeister der königlichen Musikkapelle (Master of the King’s/Queen’s Music) von 1834 bis zu seinem Tod.

## Leben
Sein Vater war der Violinist Wilhelm Cramer, der 1773 nach London mit der gesamten Familie übersiedelte. Sein Bruder war Johann Baptist Cramer. Beide Söhne wurden u. a. von ihrem Vater unterrichtet. Bis zu seiner Ernennung zum Kapellmeister (Master of the King’s Musick) durch Wilhelm IV. 1834 scheint nichts über sein musikalisches Schaffen bzw. Kompositionen bekannt zu sein. Zu seinem Vorgänger als Kapellmeister Christian Kramer bestanden keine verwandtschaftlichen Beziehungen.
Cramer blieb über den Tod von Wilhelm IV. (1837) Kapellmeister am englischen Hof. Obwohl Kapellmeister ihrer Majestät, hat er zur Krönung von Königin Victoria keine einzige Komposition beigesteuert. Öffentlich bekundete er, dass er sich außer Stande fühlte, die Krönungshymne zu komponieren. Er wurde dafür heftig kritisiert, da es im Grunde zu seinen wichtigsten Aufgaben gehört hätte.
Cramer verstarb 1848. Als Kapellmeister folgte ihm George Frederick Anderson.
Die einzige überlieferte Komposition von Cramer ist ein Capriccio für Geige, welches sich als Manuskript im British Museum befindet.

## Familie
Franz Cramer heiratete am 14. November 1806 in Brighton Anne Barwick Lambe.